# Juan José Pizzuti
Juan José Pizzuti (Buenos Aires, 1927. május 9. – Buenos Aires, 2020. január 24.) válogatott argentin labdarúgó, csatár, edző.

## Pályafutása

### Klubcsapatban
1941-ben a Banfield korosztályos csapatában kezdte a labdarúgást, ahol 1947-ben mutatkozott be az első csapatban, majd 1949-es idényben holtversenyben az első osztály gólkirálya lett. 1950–51-ben a River Plate, 1952 és 1954 között a Racing Club, 1954–55-ben a Boca Juniors, 1956 és 1962 között ismét a Racing, 1962–63-ban újra a Boca Juniors labdarúgója volt. A Racinggal kettő, a Bocával egy bajnoki címet nyert. A Racing játékosaként az 1953-as idényben másodszor is gólkirály lett.

### A válogatottban
1951 és 1959 között 12 alkalommal szerepelt az argentin válogatottban és négy gólt szerzett. Tagja volt az 1959-es Copa América-győztes csapatnak.

### Edzőként
1965 és 1969 között korábbi klubja, a Racing Club vezetőedzője volt. 1966-ban bajnokságot, a következő idényben Copa Libertadorest és interkontinentális kupát nyert az együttessel. 1970 és 1972 között az argentin válogatott szövetségi kapitánya volt. 1974-ben ismét a Racing, 1975-ben a kolumbiai Independiente Medellín vezetőedzőjeként tevékenykedett, majd a Buenos Aires-i Nueva Chicago csapatánál dolgozott. 1983-ban és 1993-ban még kétszer volt a Racing Club vezetőedzője.

## Sikerei, díjai

### Játékosként
Argentína
- Copa América
  - győztes: 1959 (Argentína)

 Banfield
- Argentin bajnokság (Primera Divisón)
  - gólkirály: 1949

 Racing Club
- Argentin bajnokság (Primera Divisón)
  - bajnok (2): 1958, 1961
  - gólkirály: 1953

 Boca Juniors
- Argentin bajnokság (Primera Divisón)
  - bajnok: 1962

### Edzőként
Racing Club
- Argentin bajnokság (Primera Divisón)
  - bajnok: 1966
- Copa Libertadores
  - győztes: 1967
- Interkontinentális kupa
  - győztes: 1967